# Tên lửa đẩy GSLV Mark III
Phương tiện phóng vệ tinh đồng bộ địa tĩnh Mark III (tiếng Anh: Geosynchronous Satellite Launch Vehicle Mark III (GSLV Mk III), hay còn gọi đơn giản là Phương tiện phóng Mark 3 (Launch Vehicle Mark 3 (LVM3), là một tên lửa đẩy hạng trung 3 tầng đẩy được phát triển bởi Tổ chức nghiên cứu vũ trụ Ấn Độ (ISRO). Tên lửa được thiết kế để phóng vệ tinh liên lạc vào quỹ đạo địa tĩnh, và đồng thời cũng được sử dụng để thực hiện sứ mệnh phóng tàu có người lái đầu tiên theo chương trình tàu vũ trụ có người lái của Ấn Độ và thực hiện sứ mệnh thăm dò Chandrayaan-2. Tên lửa GSLV Mk III có khả năng mang tải trọng lớn hơn so với tên lửa GSLV Mk II.
Sau nhiều lần trì hoãn, và thực hiện chuyến bay dưới quỹ đạo thử nghiệm vào ngày 18/12/2014, ISRO đã lần đầu thực hiện thành công vụ phóng tên lửa GSLV Mk III vào quỹ đạo vào ngày 5/6/2017 từ Trung tâm vũ trụ Satish Dhawan, Andhra Pradesh.
Tháng 6/2018, Nội các Ấn Độ đã phê duyệt cấp 680 triệu Đôla để chế tạo 10 tên lửa GSLV Mk III trong vòng 5 năm.
GSLV Mk III đã thực hiện thành công vụ phóng CARE-module thử nghiệm thu hồi khoang hạ cánh, và tàu thăm dò Chandrayaan-2, tàu thăm dò Mặt trăng thứ 2 của Ấn Độ. Tên lửa này cũng sẽ được sử dụng để thực hiện sứ mệnh Gaganyaan, sứ mệnh phóng tàu vũ trụ có người lái đầu tiên thuộc chương trình tàu vũ trụ có người lái của Ấn Độ.

## Lịch sử

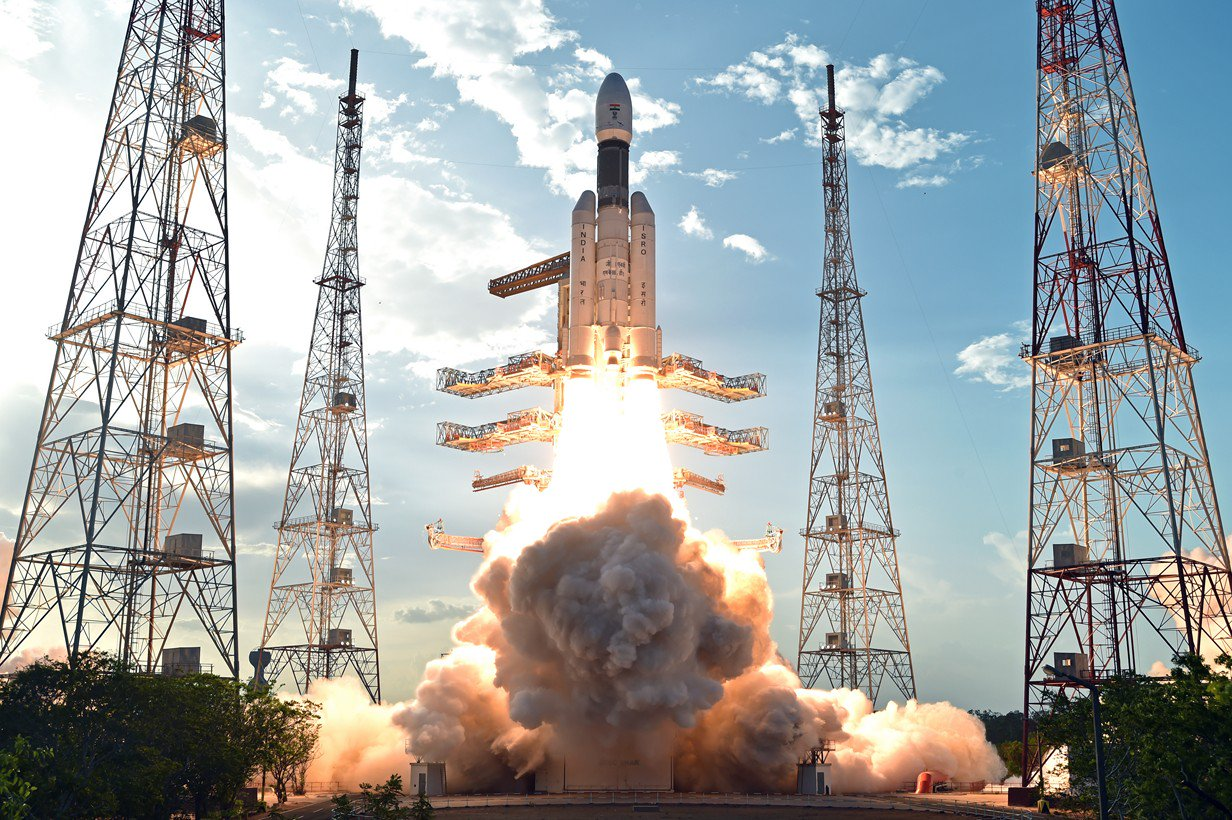
Chuyến bay vào quỹ đạo đầu tiên của GSLV Mk III

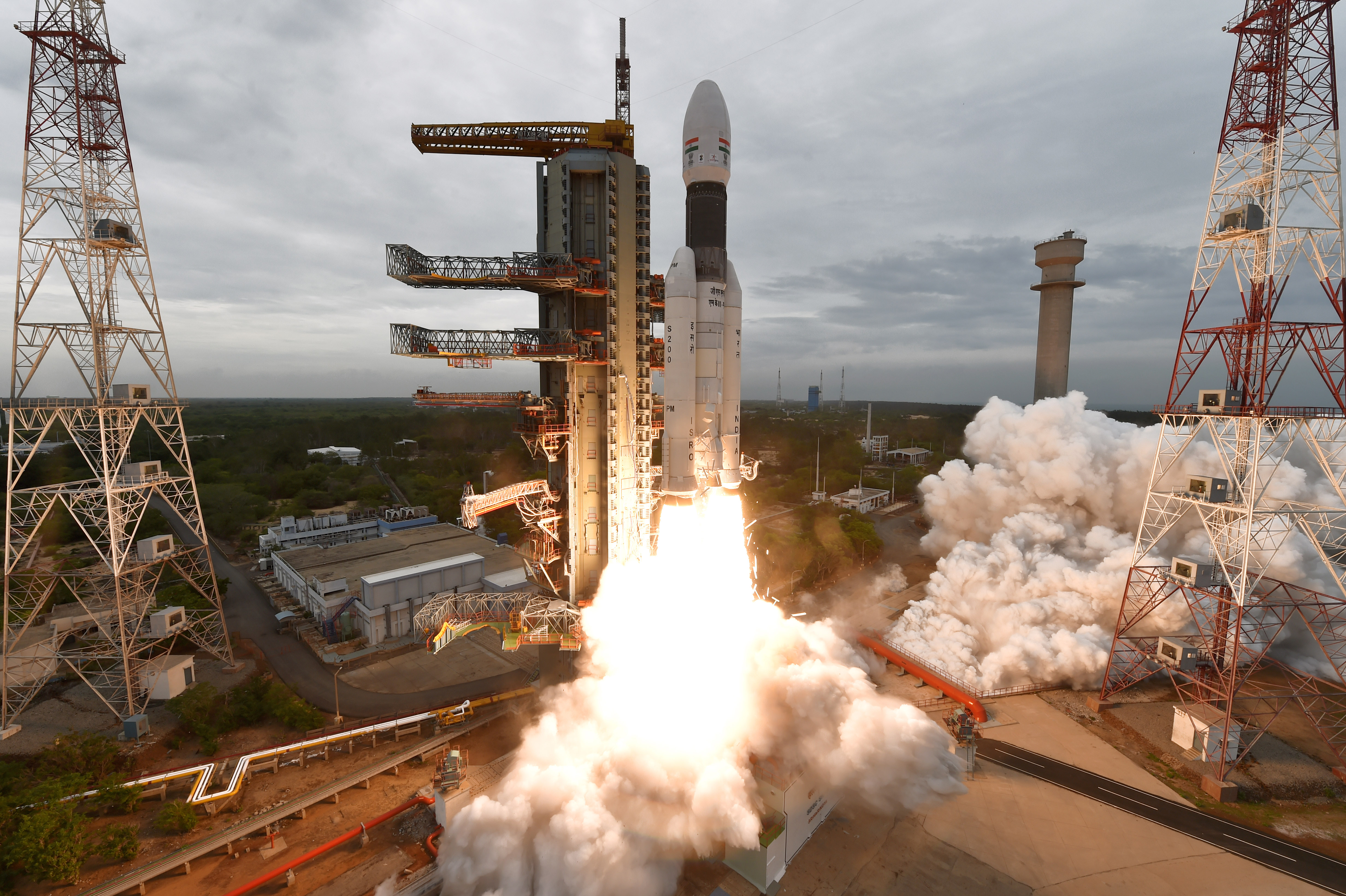
Tên lửa GSLV Mk III thực hiện sứ mệnh phóngChandrayaan-2 vào vũ trụ

### Phát triển
ISRO ban đầu có kế hoạch phát triển hai dòng tên lửa đẩy là Phương tiện phóng vệ tinh địa cực cho các sứ mệnh đưa vệ tinh vào quỹ đạo Trái đất tầm thấp và quỹ đạo địa cực và dòng Phương tiện phóng vệ tinh quỹ đạo đồng bộ địa tĩnh cho các sứ mệnh đưa vệ tinh bay theo quỹ đạo chuyển tiếp địa tĩnh (GTO). Phương tiện phóng Phương tiện phóng này sau đó được định nghĩa lại do mục tiêu của ISRO thay đổi. Theo đó kích thước của phương tiện phóng tăng lên, cho phép nó có khả năng phóng các vệ tinh liên lạc nặng hơn cùng với các vệ tinh đa năng, thực hiện các sứ mệnh thăm dò liên hành tinh và phóng tàu vũ trụ có người lái. Được phát triển từ đầu những năm 2000, GSLV Mk III được lên lịch phóng thử nghiệm vào năm 2009–2010. Tuy nhiên việc phóng không thành công GSLV D3, do tầng đẩy mang tải trọng gặp trục trặc, đã khiến chương trình phát triển tên lửa GSLV Mk III bị trì hoãn.

### Thử nghiệm tĩnh động cơ nhiên liệu rắn S-200
Thử nghiệm tĩnh động cơ của tầng đẩy tăng cường nhiên liệu rắn S-200, đã được tiến hành vào 24/1/2010. Tầng đẩy được kích hoạt trong vòng 130 giây và đạt được hiệu suất thiết kế. Động cơ có lực đẩy tối đa đạt khoảng 4.900 kN (1.100.000 lbf). Ở buổi thử nghiệm thứ 2 diễn ra vào 4/9/2011, động cơ đã hoạt động trong vòng 140 giây và cũng đạt được công suất thiết kế. Buổi thử nghiệm thứ 3 vào ngày 14/6/2015 được tiến hành để xác nhận những thay đổi từ dữ liệu chuyến bay thử nghiệm dưới quỹ đạo.

### Thử nghiệm tĩnh động cơ trung tâm L110
ISRO tiến hành thử nghiệm tĩnh động cơ trung tâm L110 tại Trung tâm hệ thống đẩy nhiên liệu lỏng-Liquid Propulsion Systems Centre (LPSC) đặt tại Mahendragiri, Tamil Nadu ngày 5/3/2010. Buổi thử nghiệm dự kiến diễn ra trong vòng 200s nhưng đã bị dừng vào giây thứ 150 do phát hiện ra lỗi trong hệ thống điều khiển. Buổi thử nghiệm đã được tiến hành lại vào ngày 8/9/2010.

### Thử nghiệm động cơ C25

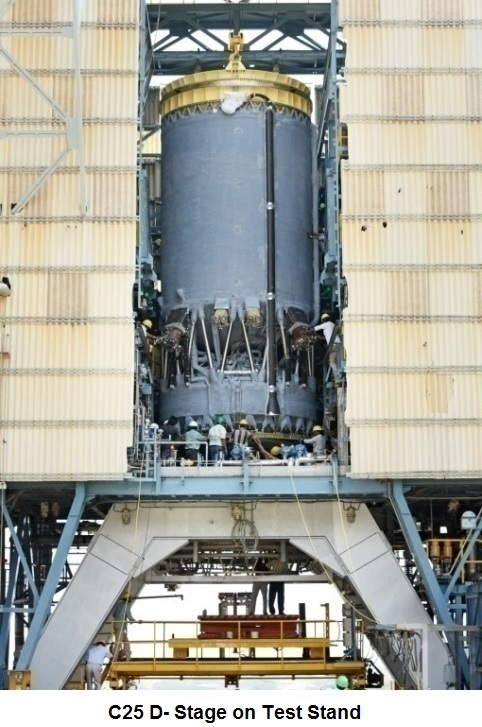
Thử nghiệm động cơ tầng đẩy D C25

Buổi thử nghiệm tĩnh đầu tiên của động cơ nhiên liệu siêu lạnh C25 được tiến hành ngày 25/1/2017. Động cơ được thử nghiệm trong vòng 50 s và có công suất đúng như thiết kế.
Buổi thử nghiệm thứ hai diễn ra vào ngày 17/2/2017, động cơ được kích hoạt trong thời gian 640 s như trong một chuyến bay thực tế.

### Thiết kế lại

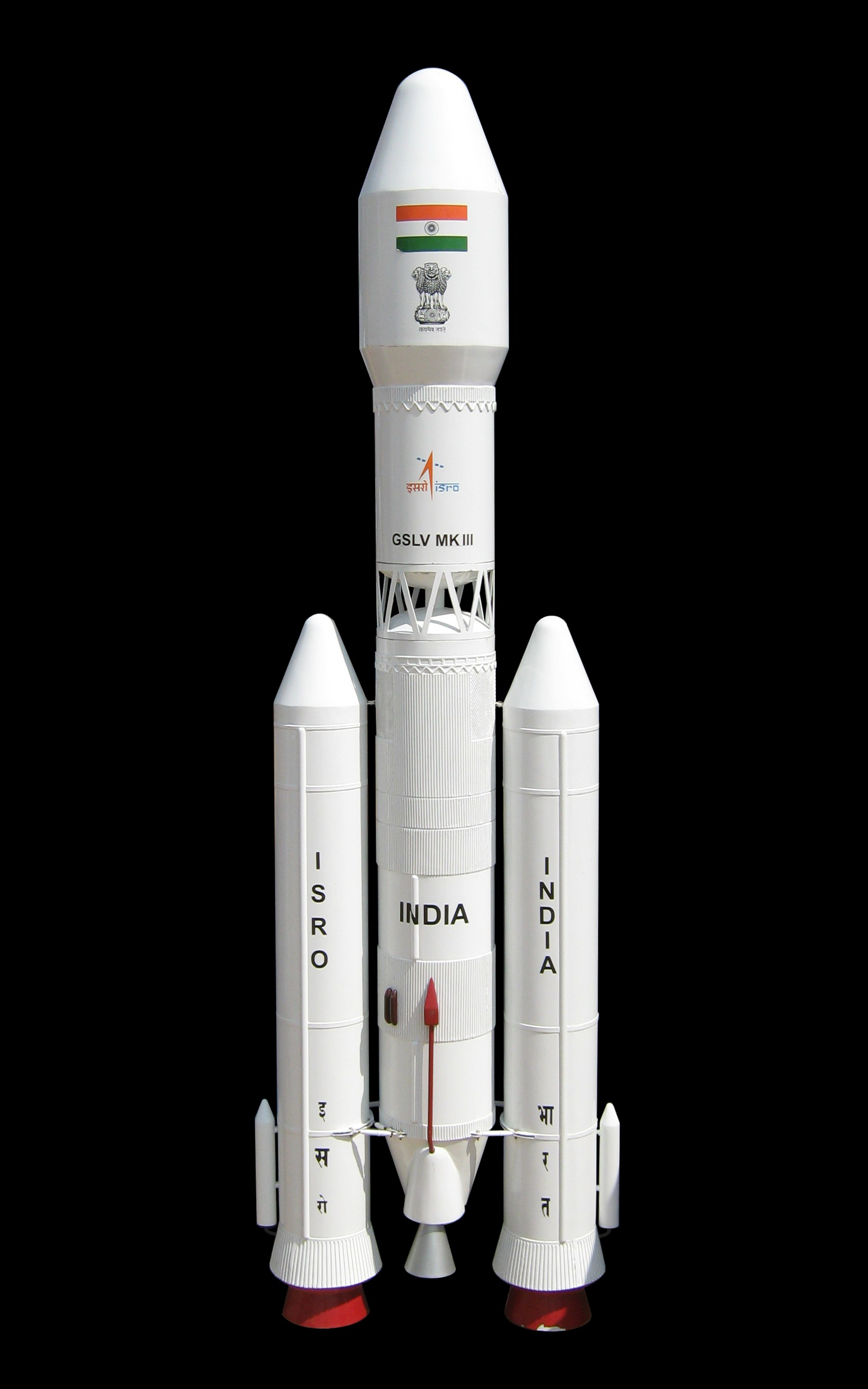
Cấu hình tên lửa GSLV Mk III

Sau khi tiến hành thử nghiệm bay dưới quỹ đạo, các kỹ sư đã tiến hành nhiều sửa đổi để cải thiện hiệu suất cho tên lửa. Cải tiến đáng chú ý nhất là thay đổi mặt cắt thuốc phóng nhiên liệu rắn của tên lửa từ dạng hình sao 10 cánh thành dạng sao 13 cánh, và lượng thuốc phóng nạp vào tên lửa được giảm xuống còn 205 tấn (452.000 lb) để cải thiện hiệu suất của tên lửa trong khi bay ở vận tốc cận âm. Phần mũi khí động chứa tải trọng CFRP được chuyển thành dạng cung nhọn, và phần mũi nón côn của tầng đẩy tăng cường S200 được thiết kế lệch trục để cải thiện hiệu suất khí động học. Cấu trúc của tầng đẩy nhiên liệu siêu lạnh C25 cũng được thiết kế lại để cải thiện hiệu suất khí động học.

## Thiết kế tên lửa đẩy

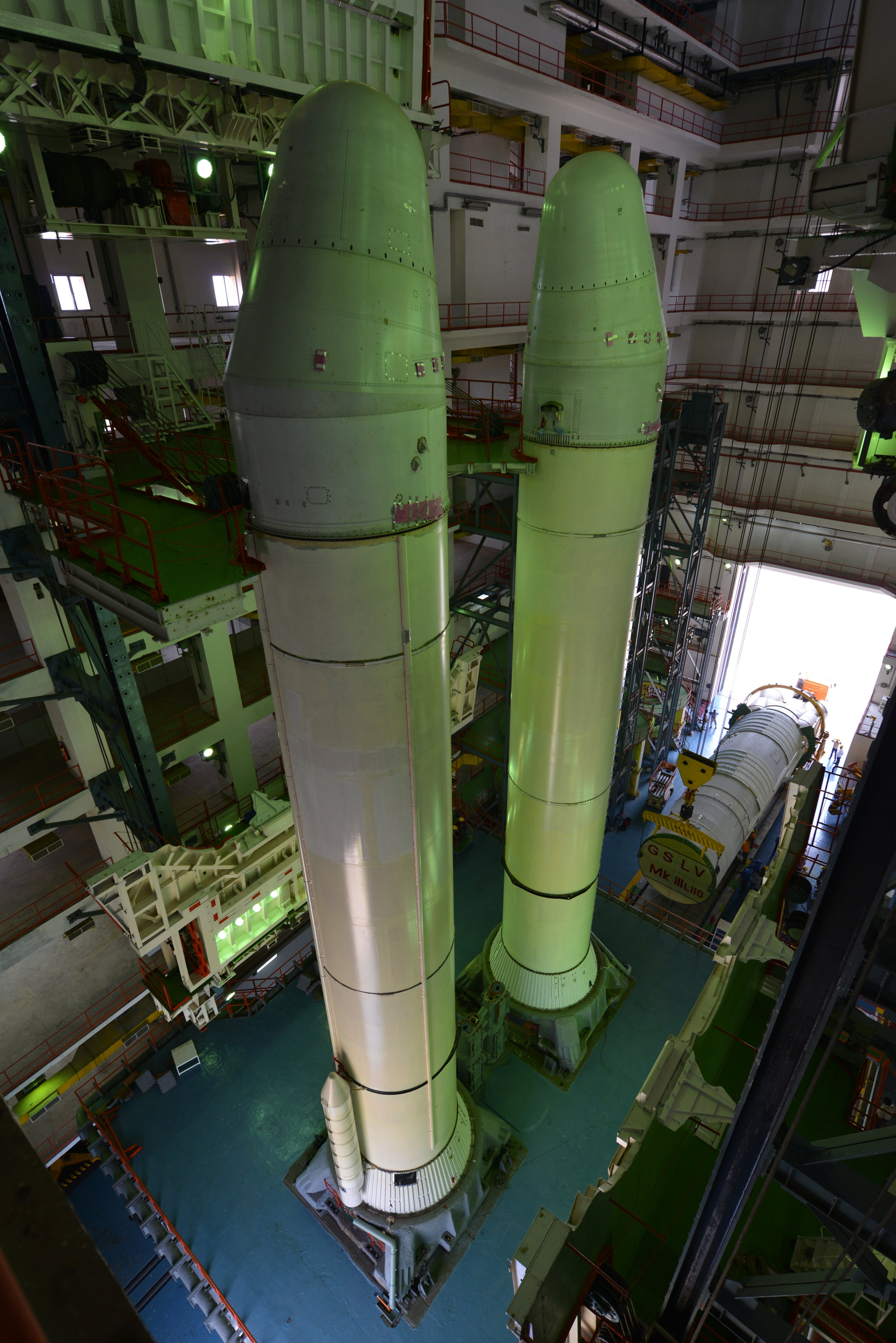
Tầng đẩy tăng cường S200

Tên lửa GSLV Mark III sử dụng 2 tầng đẩy tăng cường nhiên liệu rắn, sử dụng động cơ S200, gắn vào 2 bên thân tên lửa chính. Mỗi tầng đẩy tăng cường có đường kính 3,2 mét (10 ft), dài 25 mét (82 ft), và có chứa 207 tấn (456.000 lb) nhiên liệu Hydroxyl-terminated polybutadiene. Đây là tầng đẩy tăng cường lớn nhất được thiết kế kể từ tầng đẩy tăng cường của tàu con thoi và tầng đẩy tăng cường của tên lửa Ariane 5. Miệng xả của động cơ tên lửa có khả năng thay đổi hướng phụt phản lực  ±8° trong pha đầu tiên khi cất cánh. Dầu thủy lực giúp vận hành cơ cấu thay đổi vector phản lực của động cơ được chứa trong một bể chứa hình trụ gắn dưới chân của tầng đẩy tăng cường. Tầng đẩy tăng cường nhiên liệu rắn sẽ hoạt động trong vòng 130 giây và sản sinh ra lực đẩy khoảng 3.578,2 kilônewtơn (804.400 lbf) với lực đẩy tối đa 5.150 kilônewtơn (1.160.000 lbf) mỗi động cơ.

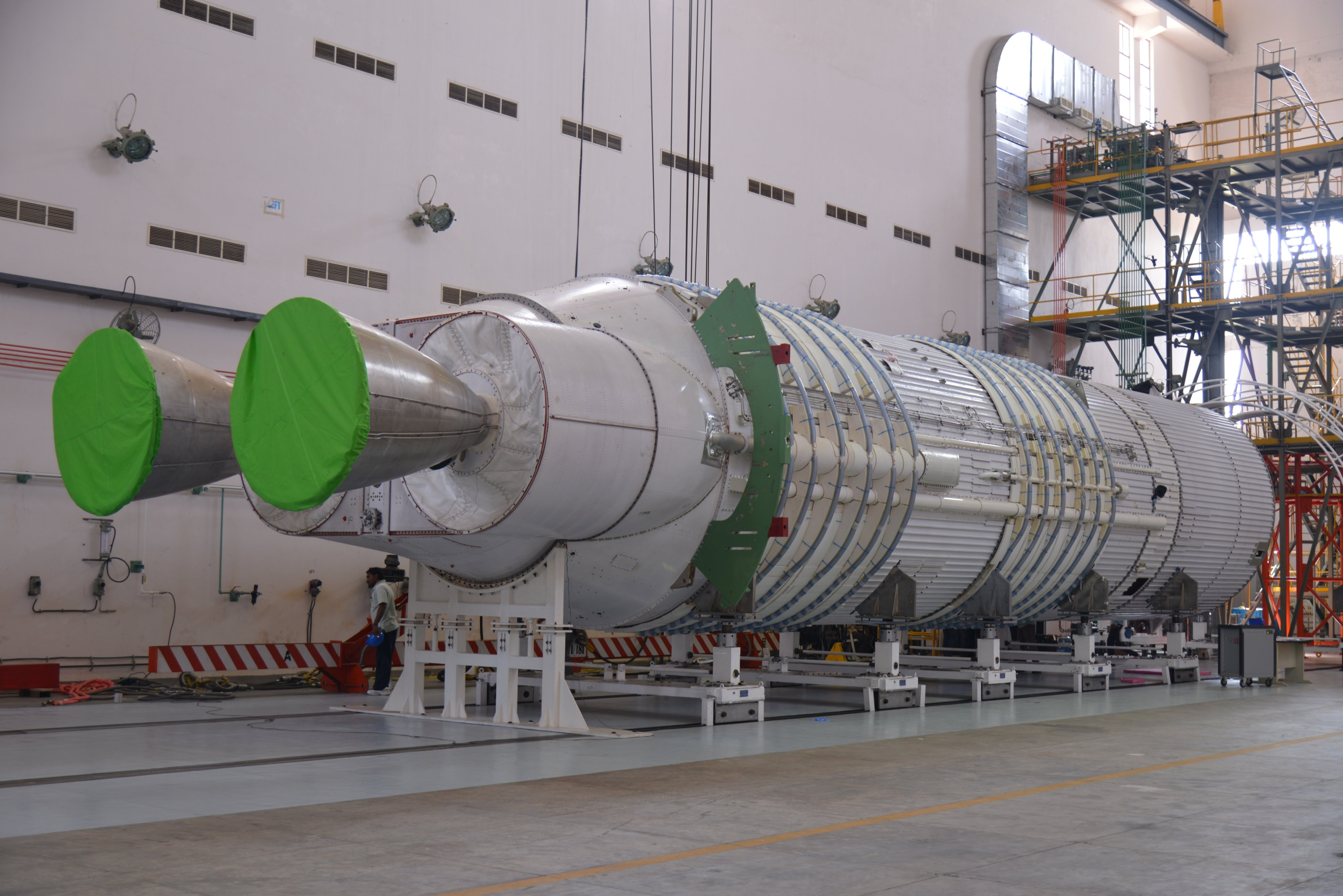
Tầng đẩy L110 nhiên liệu lỏng

Tầng đẩy trung tâm của tên lửa được ký hiệu L110, là một tầng đẩy nhiên liệu lỏng, cao 21 mét (69 ft) và có đường kính 4 mét (13 ft), và chứa 110 tấn (240.000 lb) nhiên liệuunsymmetrical dimethylhydrazine (UDMH) cùng với nitrogen tetroxide (N
2O
4). Tầng đẩy này sử dụng 2 động cơ Vikas 2, mỗi động cơ sản sinh ra 766 kilônewtơn (172.000 lbf) lực đẩy, giúp cho nó có tổng lực đẩy là 1.532 kilônewtơn (344.000 lbf). L110 là tầng đẩy đầu tiên sử dụng cụm động cơ nhiên liệu lỏng của Ấn Độ. Động cơ Vikas có sự cải tiến hơn so với các tên lửa trước đó của Ấn Độ về trọng lượng và xung lực đẩy riêng. Mỗi động cơ Vikas đều có gắn khớp các đăng để điều chỉnh được hướng phụt của động cơ. Tầng đẩy L110 hoạt động ở giây thứ 114 sau khi tên lửa cất cánh và động cơ sẽ được kích hoạt trong vòng 203 giây. Động cơ Vikas 2 phải được che chắn trong khi bay để chắn ảnh hưởng từ luồng phụt của động cơ đẩy tăng cường nhiên liệu rắn S200.

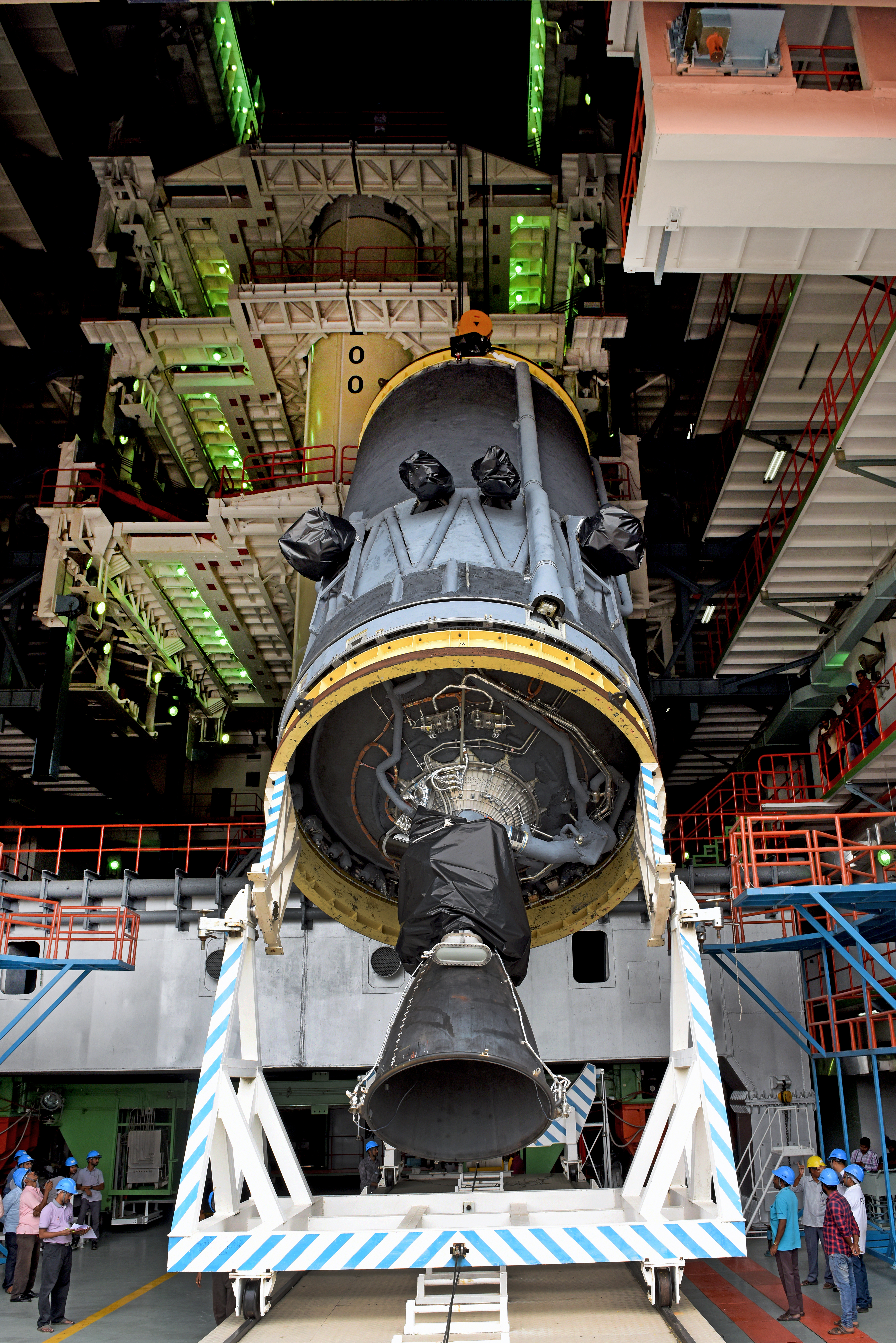
Tầng đẩy C25 nhiên liệu siêu lạnh

Tầng đẩy mang tải trọng sử dụng nhiên liệu siêu lạnh, ký hiệu C25, có đường kính 4 mét (13 ft) và dài 13,5 mét (44 ft), chứa 28 tấn (62.000 lb) Oxy lỏng và Hydro lỏng, được tăng áp bằng khí helium. Tầng đẩy C25 sử dụng động cơ CE-20, sản sinh lực đẩy 200 kN (45.000 lbf).
Mũi tên lửa chứa tải trọng được làm bằng CFRP composite, có đường kính 5 mét (16 ft) và thể tích tải trọng chứa là 110 mét khối (3.900 ft khối).

## Các sứ mệnh

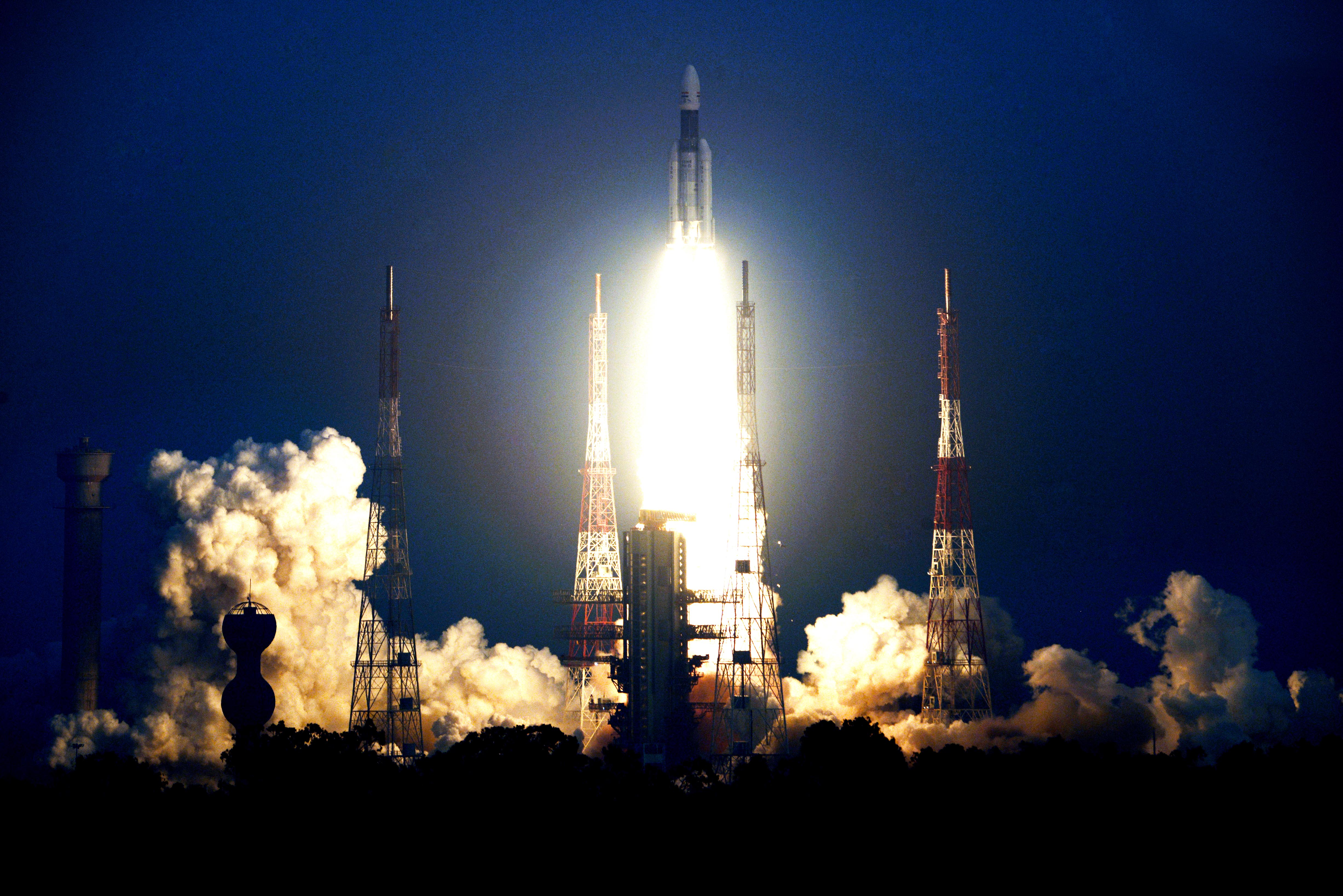
Tên lửa đẩy GSLV Mk III D2
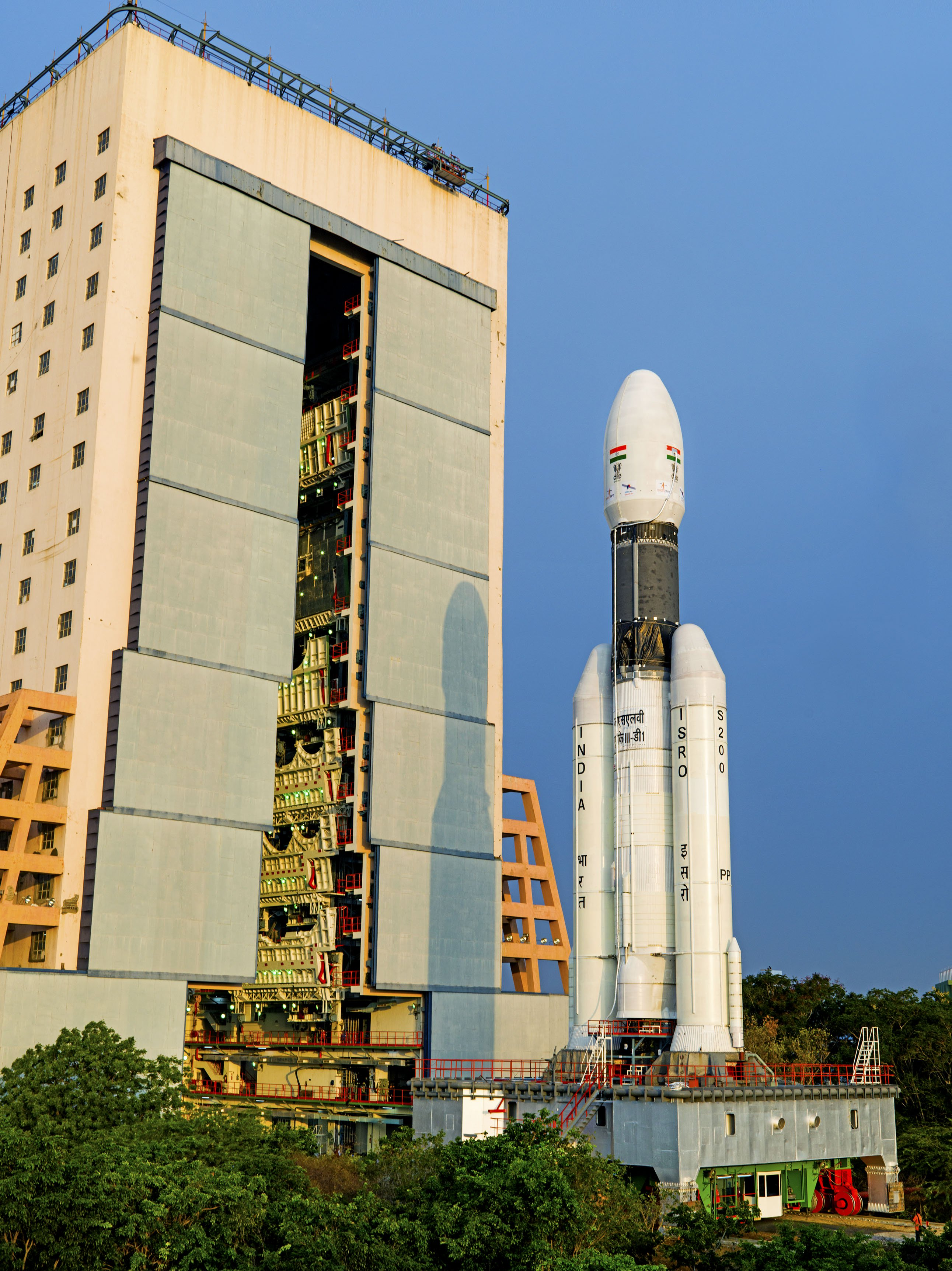
Tên lửa phiên bản D1 đang được đưa ra bệ phóng
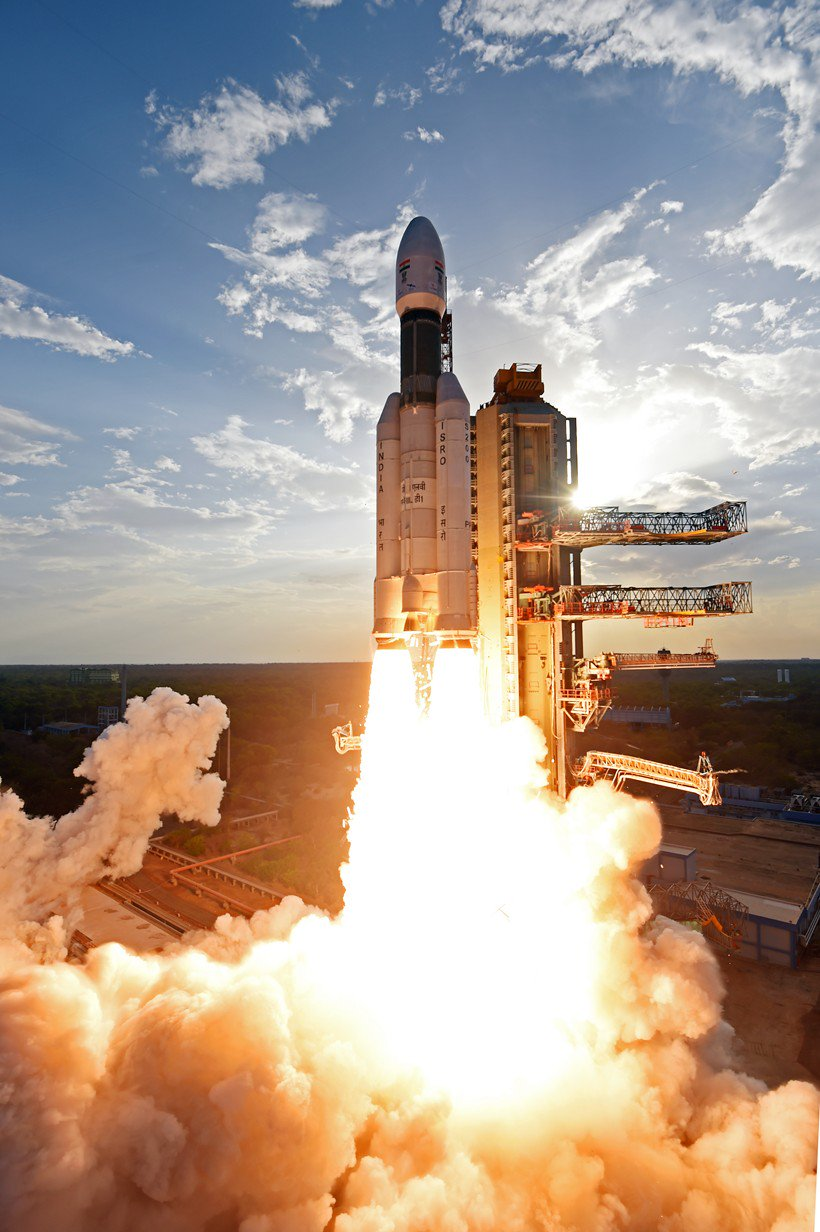
Tên lửa GSLV Mk III D1
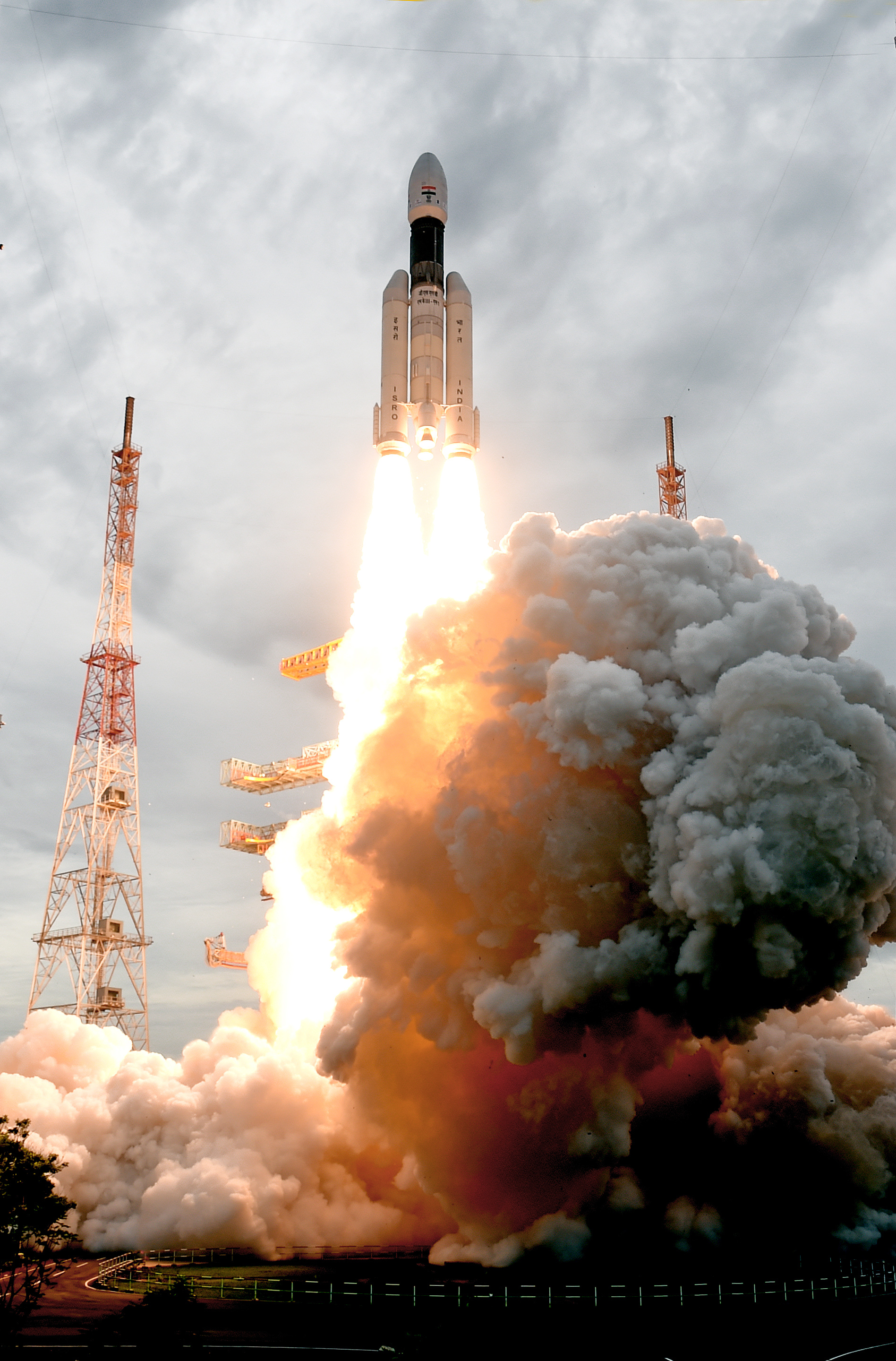
Tên lửa GSLV Mk III M1
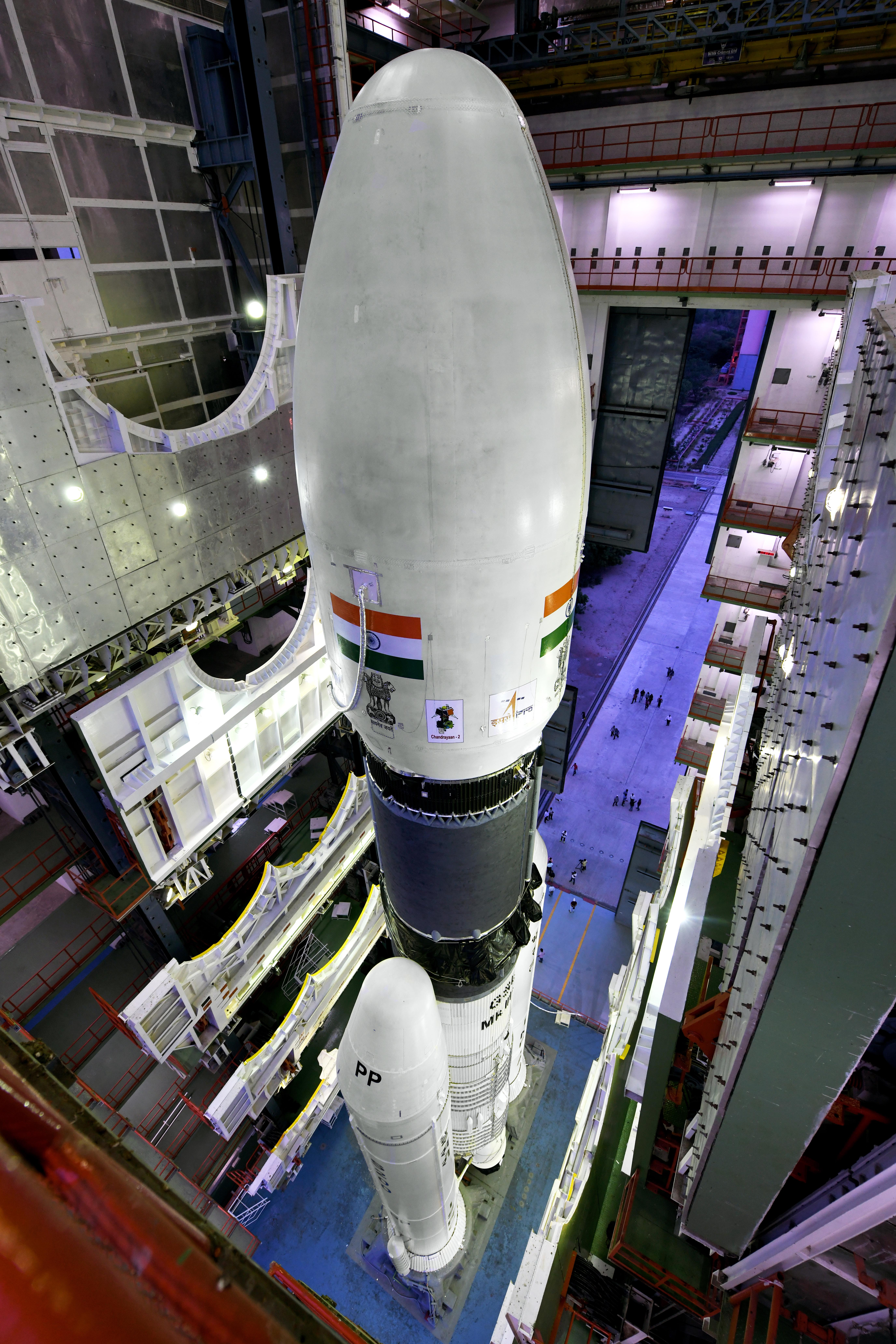
Tên lửa phiên bản M1 bên trong tòa nhà lắp ráp

### X (Thử nghiệm bay dưới quỹ đạo)
Lần phóng thử đầu tiên của tên lửa GSLV Mk III diễn ra vào ngày 18/12/2014. Tên lửa thử nghiệm mang theo module hồi quyển thử nghiệm (CARE) nhằm thử nghiệm việc quay trở lại bầu khí quyển của module chứa phi hành gia.
Sau hơn 5 phút, module CARE đã được tách khỏi tên lửa ở độ cao 126 kilômét (78 mi). Trong thử nghiệm, vỏ chắn nhiệt của CARE đã chịu được nhiệt độ tối đa khoảng 1.000 °C (1.830 °F). Tại độ cao khoảng 15 kilômét (9,3 mi), dù của module được mở ra và module CARE đã hạ cánh xuống vịnh Bengal gần quần đảo Andaman và Nicobar và được trục vớt thành công.

### D1 (GSAT-19)
Chuyến bay vào quỹ đạo đầu tiên của GSLV Mk III được diễn ra vào ngày 5/6/2017, mang theo vệ tinh liên lạc GSAT-19, đây cũng là tải trọng lớn nhất mà một tên lửa của Ấn Độ mang được lên quỹ đạo. Vệ tinh đã được đưa thành công vào quỹ đạo chuyển tiếp địa tĩnh (GTO) ở độ cao 170 kilômét (110 mi).

### M1 (Chandrayaan-2)
Ngày 22/7/2019, tên lửa GSLV Mark III đã đưa Chandrayaan-2-tàu thăm dò Mặt trăng thứ 2 của Ấn Độ lên vũ trụ. Tàu thăm dò bao gồm cả tàu chỉ huy trên quỹ đạo, tàu đổ bộ và xe tự hành. Chandrayaan-2 là tàu vũ trụ có khối lượng lớn nhất do ISRO thiết kế.

## Link ngoài
- Bharat-Rakshak GSLV-III information
- New Scientist article including GSLV-III diagram

Bản mẫu:Expendable launch systems Bản mẫu:Indian space programme